# ФК Ерготелис
Фудбалски клуб Ерготелис (грч. Εργοτέλης) је грчки фудбалски клуб из Хераклиона, највећег града грчког острва Крит. Клуб се тренутно такмичи у Суперлиги Грчке. Само име Ерготелис потиче од чувеног античког критског олимпијског тркача Ерготелиса од Химере.

## Историја
Ерготелис је основан 7. јула 1929. године у Хераклиону, као аматерски клуб састављен од фудбалера са Крита.
Ерготелис је 2003. године успео да се пласира у другу лигу након 32. године. Не дуго затим клуб се пласирао у супер лигу Грчке, након веома тешке сезоне 2003/04. Тим није успео да се избори за опстанак, па се поново нашао у другој лиги 2005. године. У сезони 2005/06. тим је поново изборио пласман у супер лигу.
Најбитнију победу клуб је остварио 29. октобра 2008. године, победивши ФК Панатинаикос у Атини резултатом 3:2. Клуб је прославио осамдесету годишњицу од оснивања клуба 6. септембра 2009. године, пријатељском утакмицом са Олимпијакосом . Прегазили су грчког шампиона резултатом 5:0 што је један од најубедљивијих пораза у историји клуба из Пиреја.

## Ривалство са Офијем
Ерготелиисов највећи ривал је бивши суперлигаш ОФИ са Крита. Прва утакмица између ова два клуба, била је пријатељска утакмица која је одиграна 1929. године, и која је трајала само 35 минута. Ерготелис је водио једним голом разлике, када је утакмица прекинута због туче играча.